# Assurance accident
L'assurance accident (en Suisse assurance-accidents) est une assurance sociale qui verse aux assurés un revenu temporaire ou durable de remplacement en cas d'accident et leur rembourse les frais occasionnés par les soins de santé nécessaires.

## France
L'assurance-accidents n'est pas obligatoire en France. En 2011, 2.800.000 foyers français ont un contrat Assurance-accident.

## Suisse
En Suisse, l'assurance accident est régie par la loi fédérale suisse du 20 mars 1981 sur l’assurance-accidents (LAA) (RS 832.20). Elle est en vigueur depuis 1984 et elle préconise l'obligation à l'ensemble des salariés à s'assurer. Elle couvre les accidents professionnels, les accidents non professionnels, ainsi que les maladies professionnelles.